# Коргуз
Коргуз (христианское имя Георгий ,ум. 1242) — монгольский наместник, уйгурского происхождения, Хорасана во время правления Угэдэй-хана. Был учителем, обучал монгольских детей. Затем стал губернатором Хорасана. Первоначально был буддистом, позже принял ислам. Коргуз бросил вызов семье недавно умершего Чагатая. По этой причине Дорегене хатун приговорила его к публичной казни, она приказала набить Коргузу рот камнями, пока он не задохнётся.